# 트리투리아속
트리투리아속(trithuria屬, 학명: Trithuria 트리투리아[*])은 수련목의 단형 과인 히다텔라과(hydatella科, 학명: Hydatellaceae 히다텔라케아이[*])에 속하는 유일한 속이다. 히다텔라과는 원래 히다텔라속(Hydatella)을 모식속으로 두었는데, 트리투리아속이 기존의 히다텔라속을 포함해 재정의되면서 히다텔라과의 유일한 속이 되었다.
트리투리아속은 키가 수 cm 정도로 작고 비교적 단순한 수생식물로 이루어져 있으며, 연중 물 아래에 뿌리를 내리고 사는 침수 및 추수식물이다. 홑잎이 짧은 줄기의 기부 둘레에 달린다. 대부분의 종이 오스트레일리아와 인도에서 자생한다.

## 이름
속명 "트리투리아"는 고대 그리스어로 숫자 "3"을 뜻하는 "트리-(τρῐ-)"와 "창문"을 뜻하는 "튀리스(θυρίς)를 어원으로 두며, "세 개의 창문"이라는 뜻이다. 트리투리아속 식물의 열매껍질조각이 세 갈래로 갈라진 것을 일컫는다. 히다텔라과의 모식속이던 히다텔라속의 속명 "히다텔라"는 고대 그리스어로 "물의"라는 뜻인 "휘다토스(ὕδατος)"에 라틴어 지소사 "-엘라(-ella)"를 붙인 것으로, "작은 물의 식물"이라는 뜻이다.

## 하위 분류
- T. austinensis D.D.Sokoloff, Remizowa, T.D.Macfarl. & Rudall
- T. australis (Diels) D.D.Sokoloff, Remizowa, T.D.Macfarl. & Rudall
- T. bibracteata Stapf ex D.A.Cooke
- T. cookeana D.D.Sokoloff, Remizowa, T.D.Macfarl. & Rudall
- T. cowieana D.D.Sokoloff, Remizowa, T.D.Macfarl. & Rudall
- T. filamentosa Rodway
- T. inconspicua Cheeseman
- T. konkanensis S.R.Yadav & Janarth.
- T. lanterna D.A.Cooke
- T. occidentalis Benth.
- T. polybracteata D.A.Cooke ex D.D.Sokoloff, Remizowa, T.D.Macfarl. & Rudall
- T. submersa Hook.f.

## 계통 분류
2016년 APG IV 분류 체계에서는 히다텔라과를 수련목 아래에 분류하며, 이는 2009년 APG III 분류 체계의 분류와 동일하다. 2003년 APG II 분류 체계와 그 이전의 1998년 APG 분류 체계에서는 히다텔라과를 벼목 아래에 두었다.